# Coasta (okręg Kluż)
Coasta – wieś w Rumunii, w okręgu Kluż, w gminie Bonțida. W 2011 roku liczyła 122 mieszkańców.